# Schistura
Schistura là một chi cá trong họ Nemacheilidae thuộc bộ cá chép Cypriniformes bản địa của phía Nam và Đông châu Á

## Các loài
Có 217 loài được ghi nhận trong chi này:
- Schistura acuticephala (Hora, 1929)
- Schistura afasciata Mirza & Bănărescu, 1981
- Schistura aizawlensis Lalramliana, 2012 [3]
- Schistura albirostris X. Y. Chen & Neely, 2012 [4]
- Schistura alticrista Kottelat, 1990
- Schistura altipedunculata (Bănărescu & Nalbant, 1968)
- Schistura amplizona Kottelat, 2000
- Schistura anambarensis (Mirza & Bănărescu, 1970)
- Schistura andrewi Solo, Lalramliana, Lalronunga & Lalnuntluanga, 2014 [5]
- Schistura antennata Freyhof & Serov, 2001
- Schistura aramis Kottelat, 2000
- Schistura arifi Mirza & Bănărescu, 1981
- Schistura athos Kottelat, 2000
- Schistura atra Kottelat, 1998
- Schistura aurantiaca  Plongsesthee, Page & Beamish, 2011 [6]
- Schistura bachmaensis Freyhof & Serov, 2001
- Schistura bairdi Kottelat, 2000
- Schistura balteata (Rendahl (de), 1948)
- Schistura baluchiorum (Zugmayer, 1912)
- Schistura bannaensis Z. M. Chen, J. X. Yang & W. L. Qi, 2005
- Schistura beavani (Günther, 1868) (Creek loach)
- Schistura bella Kottelat, 1990
- Schistura bhimachari (Hora, 1937)
- Schistura bolavenensis Kottelat, 2000
- Schistura breviceps (H. M. Smith, 1945)
- Schistura bucculenta (H. M. Smith, 1945)
- Schistura callichroma (S. Q. Zhu & S. H. Wang, 1985)
- Schistura callidora Bohlen & Šlechtová, 2011 [7]
- Schistura carbonaria Freyhof & Serov, 2001
- Schistura carletoni (Fowler, 1924)
- Schistura cataracta Kottelat, 1998
- Schistura caudofurca (Đ. Y. Mai, 1978)
- Schistura chapaensis (Rendahl (de), 1944)
- Schistura chindwinica (Tilak & Husain, 1990)
- Schistura cincticauda (Blyth, 1860)
- Schistura clatrata Kottelat, 2000
- Schistura conirostris (S. Q. Zhu, 1982)
- Schistura coruscans Kottelat, 2000
- Schistura crabro Kottelat, 2000
- Schistura crocotula Plongsesthee, Kottelat & Beamish, 2013 [8]
- Schistura cryptofasciata X. Y. Chen, D. P. Kong & J. X. Yang, 2005
- Schistura curtistigma Mirza & Nalbant, 1981
- Schistura dalatensis Freyhof & Serov, 2001
- Schistura daubentoni Kottelat, 1990
- Schistura deansmarti Vidthayanon & Kottelat, 2003
- Schistura defectiva Kottelat, 2000
- Schistura denisoni (F. Day, 1867)
- Schistura desmotes (Fowler, 1934)
- Schistura devdevi (Hora, 1935)
- Schistura diminuta C. Ou, Montaña, Winemiller & Conway, 2011 [9]
- Schistura disparizona W. Zhou & Kottelat, 2005
- Schistura doonensis (Tilak & Husain, 1977)
- Schistura dorsizona Kottelat, 1998
- Schistura dubia Kottelat, 1990
- Schistura ephelis Kottelat, 2000
- Schistura fasciata Lokeshwor & Vishwanath, 2011 [10]
- Schistura fascimaculata Mirza & Nalbant, 1981
- Schistura fasciolata (Nichols & C. H. Pope, 1927)
- Schistura ferruginea Lokeshwor & Vishwanath, 2013 [11]
- Schistura finis Kottelat, 2000
- Schistura fusinotata Kottelat, 2000
- Schistura gangetica (Menon, 1987)
- Schistura geisleri Kottelat, 1990
- Schistura globiceps Kottelat, 2000
- Schistura harnaiensis (Mirza & Nalbant, 1969)
- Schistura himachalensis (Menon, 1987)
- Schistura hingi (Herre, 1934)
- Schistura hoai (V. H. Nguyễn, 2005)
- Schistura horai (Menon, 1952)
- Schistura huapingensis (Y. F. Wu & C. Z. Wu, 1992)
- Schistura huongensis Freyhof & Serov, 2001
- Schistura hypsiura Bohlen, Šlechtová & Udomritthiruj, 2014 [12]
- Schistura imitator Kottelat, 2000
- Schistura implicata Kottelat, 2000
- Schistura incerta (Nichols, 1931)
- Schistura irregularis Kottelat, 2000
- Schistura isostigma Kottelat, 1998
- Schistura jarutanini Kottelat, 1990
- Schistura kampucheensis Bohlen, Petrtýl, Chaloupková & C. Borin, 2016 [13]
- Schistura kangjupkhulensis (Hora, 1921)
- Schistura kangrae (Menon, 1951)
- Schistura kaysonei Vidthayanon & Jaruthanin, 2002
- Schistura kengtungensis (Fowler, 1936)
- Schistura khamtanhi Kottelat, 2000
- Schistura khugae Vishwanath & Shanta, 2004
- Schistura kloetzliae Kottelat, 2000
- Schistura kodaguensis (Menon, 1987)
- Schistura kohatensis Mirza & Bănărescu, 1981
- Schistura kohchangensis (H. M. Smith, 1933)
- Schistura koladynensis Lokeshwor & Vishwanath, 2012 [14]
- Schistura kongphengi Kottelat, 1998
- Schistura kontumensis Freyhof & Serov, 2001
- Schistura latidens Kottelat, 2000
- Schistura latifasciata (S. Q. Zhu & S. H. Wang, 1985)
- Schistura leukensis Kottelat, 2000
- Schistura liyaiensis Lokeshwor & Vishwanath, 2014 [15]
- Schistura longa (S. Q. Zhu, 1982)
- Schistura machensis (Mirza & Nalbant, 1970)
- Schistura macrocephalus Kottelat, 2000
- Schistura macrolepis Mirza & Bănărescu, 1981
- Schistura macrotaenia (J. X. Yang, 1990)
- Schistura maculiceps (T. R. Roberts, 1989)
- Schistura maculosa Lalronunga, Lalnuntluanga & Lalramliana, 2013 [16]
- Schistura maejotigrina Suvarnaraksha, 2012 [17]
- Schistura maepaiensis Kottelat, 1990
- Schistura magnifluvis Kottelat, 1990
- Schistura mahnerti Kottelat, 1990
- Schistura malaisei Kottelat, 1990
- Schistura manipurensis (B. L. Chaudhuri, 1912)
- Schistura megalodon Endruweit, 2014 [18]
- Schistura melarancia Kottelat, 2000
- Schistura menanensis (H. M. Smith, 1945)
- Schistura minuta Vishwanath & M. Shanta Kumar, 2006

 
|
- Schistura mizoramensis Lalramliana, Lalronunga, Vanramliana & Lalthanzara, 2014 [19]
- Schistura mobbsi Kottelat & Leisher, 2012 [20]
- Schistura moeiensis Kottelat, 1990
- Schistura montana McClelland, 1838
- Schistura mukambbikaensis (Menon, 1987)
- Schistura multifasciata (F. Day, 1878)
- Schistura nagaensis (Menon, 1987)
- Schistura nagodiensis Sreekantha, Gururaja, Rema Devi, T. J. Indra & T. V. Ramachandra, 2006
- Schistura namboensis Freyhof & Serov, 2001
- Schistura nandingensis (S. Q. Zhu & S. H. Wang, 1985)
- Schistura nasifilis (Pellegrin, 1936)
- Schistura nebeshwari Lokeshwor & Vishwanath, 2013 [21]
- Schistura nicholsi (H. M. Smith, 1933)
- Schistura nilgiriensis (Menon, 1987)
- Schistura nomi Kottelat, 2000
- Schistura notostigma (Bleeker, 1863) (Spot-back loach)
- Schistura novemradiata Kottelat, 2000
- Schistura nudidorsum Kottelat, 1998
- Schistura obeini Kottelat, 1998
- Schistura obliquofascia Lokeshwor, Barat, Sati, Darshan, Vishwanath & Mahanta, 2012 [22]
- Schistura oedipus (Kottelat, 1988)
- Schistura orthocauda (Đ. Y. Mai, 1978)
- Schistura pantherina Page, Plongsesthee & Z. S. Randall, 2012 [23]
- Schistura papulifera Kottelat, Harries & Proudlove, 2007
- Schistura paucicincta Kottelat, 1990
- Schistura paucifasciata (Hora, 1929)
- Schistura paucireticulata Lokeshwor, Vishwanath & Kosygin, 2013 [24]
- Schistura pawensis Bohlen & Šlechtová, 2013 [25]
- Schistura personata Kottelat, 2000
- Schistura pertica Kottelat, 2000
- Schistura pervagata Kottelat, 2000
- Schistura phamhringi Shangningam, Lokeshwor & Vishwanath, 2014 [26]
- Schistura phongthoensis (V. H. Nguyễn, 2005) [27]
- Schistura poculi (H. M. Smith, 1945)
- Schistura polytaenia (S. Q. Zhu, 1982)
- Schistura porocephala Lokeshwor & Vishwanath, 2013 [28]
- Schistura porthos Kottelat, 2000
- Schistura prashadi (Hora, 1921)
- Schistura pridii Vidthayanon, 2003
- Schistura procera Kottelat, 2000
- Schistura prolixifasciata L. P. Zheng, J. X. Yang & X. Y. Chen, 2012 [29]
- Schistura pseudofasciolata W. Zhou & G. H. Cui, 1993
- Schistura psittacula Freyhof & Serov, 2001
- Schistura pumatensis X. K. Nguyễn & H. D. Nguyễn, 2007
- Schistura puncticeps Bohlen & Šlechtová, 2013 [30]
- Schistura punctifasciata Kottelat, 1998
- Schistura quaesita Kottelat, 2000
- Schistura quasimodo Kottelat, 2000
- Schistura rajasthanica (D. S. Mathur & G. M. Yazdani, 1970)
- Schistura rara (S. Q. Zhu & W. X. Cao, 1987)
- Schistura reidi (H. M. Smith, 1945)
- Schistura reticulata Vishwanath & Nebeshwar, 2004
- Schistura reticulofasciata (A. Singh & Bănărescu, 1982)
- Schistura rikiki Kottelat, 2000
- Schistura robertsi Kottelat, 1990
- Schistura rosammai (N. Sen, 2009)
- Schistura rubrimaculata Bohlen & Šlechtová, 2013 [25]
- Schistura rupecula McClelland, 1838
- Schistura russa Kottelat, 2000
- Schistura savona (F. Hamilton, 1822)
- Schistura scaturigina McClelland, 1839
- Schistura schultzi (H. M. Smith, 1945)
- Schistura scyphovecteta Lokeshwor & Vishwanath, 2013 [21]
- Schistura semiarmata (F. Day, 1867)
- Schistura sertata Kottelat, 2000
- Schistura sexcauda (Fowler, 1937)
- Schistura sexnubes Endruweit, 2014 [31]
- Schistura shadiwalensis Mirza & Nalbant, 1981
- Schistura sharavathiensis Sreekantha, Gururaja, Rema Devi, T. J. Indra & T. V. Ramachandra, 2006
- Schistura shebbearei (Hora, 1935)
- Schistura shuangjiangensis (S. Q. Zhu & S. H. Wang, 1985)
- Schistura shuensis Bohlen & Šlechtová, 2014 [32]
- Schistura sigillata Kottelat, 2000
- Schistura sijuensis (Menon, 1987)
- Schistura sikmaiensis (Hora, 1921)
- Schistura similis Kottelat, 1990
- Schistura singhi (Menon, 1987)
- Schistura sirindhornae Suvarnaraksha, 2015 (Crown-scaly stream loach) [33]
- Schistura sokolovi Freyhof & Serov, 2001
- Schistura sombooni Kottelat, 1998
- Schistura sonlaensis (T. H. Nguyễn, V. H. Nguyễn & T. T. Hoàng, 2010) [34] (Incertae sedis)
- Schistura spekuli Kottelat, 2004
- Schistura spiesi Vidthayanon & Kottelat, 2003
- Schistura spiloptera (Valenciennes, 1846)
- Schistura spilota (Fowler, 1934)
- Schistura striata (F. Day, 1867)
- Schistura suber Kottelat, 2000
- Schistura susannae Freyhof & Serov, 2001
- Schistura tamduongensis T. H. Nguyễn, X. K. Nguyễn & H. D. Nguyễn, 2009 [27]
- Schistura tenebrosa Kangrang, Page & Beamish, 2012 [35]
- Schistura tenura Kottelat, 2000
- Schistura thanho Freyhof & Serov, 2001
- Schistura tigrina Vishwanath & Nebeshwar, 2005
- Schistura tirapensis Kottelat, 1990
- Schistura tizardi Kottelat, 2000
- Schistura trilineata (T. H. Nguyễn, V. H. Nguyễn & T. T. Hoàng, 2010) [34] (Incertae sedis)
- Schistura tubulinaris Kottelat, 1998
- Schistura udomritthiruji Bohlen & Šlechtová, 2010
- Schistura vinciguerrae (Hora, 1935)
- Schistura waltoni (Fowler, 1937)
- Schistura xhatensis Kottelat, 2000
- Schistura yersini Freyhof & Serov, 2001
- Schistura yingjiangensis (S. Q. Zhu, 1982)
- Schistura zonata McClelland, 1839